# Longwood Gardens

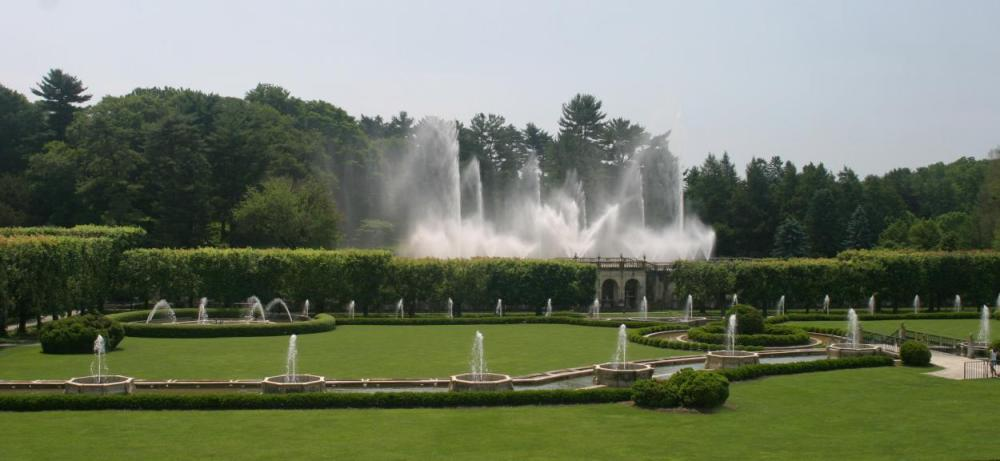
De fonteinentuin in de Longwood Gardens

Longwood Gardens is een botanische tuin in Kennett Square, Pennsylvania. Hij is 4,2 km² groot en bezit tuinen, bosvlaktes en weiden.